# Candelariomycetidae
De Candelariomycetidae vormen een subklasse van de klasse der Candelariomycetes.
Tot deze subklasse behoren bepaalde soorten korstmossen.

## Taxonomie
De taxonomische indeling van de Candelariomycetidae is als volgt:
Subklasse: Candelariomycetidae
- Orde: Candelariales
  - Familie: Candelariaceae
  - Familie: Pycnoraceae